# Константин Вучковић
Константин Вучковић (Дабар код Санског Моста, 1823 — Сплит, 16. октобар 1893) био је српски трговац, добротвор и оснивач Матице српске у Дубровнику.

## Биографија
Остаје без родитеља у раној младости и одлази у Скрадин, где је бригу о њему преузео стриц Силвестер, редовник и добротвор. Ту остаје годину дана, да би га стриц потом сместио у једну трговачку радњу у Задру, где је радио неколико година. Накратко се вратио у Дабар, али због велике немаштине поново одлази у Сплит, где је 1845. ступио у службу код трговаца Луке и Ристе Тузлића. Када је Ристо Тузлић 1863. умро, одредио је Константина за свог наследника, али под условом да се никад не жени и да свој иметак користи у добротворне сврхе. Вучковић је послушао свог ментора, и захваљујући вештом пословању постао један од најбогатијих Сплићана.

## Завештање
Тестаментом је завештао црквеној православној општини у Дубровнику 160.000 аустријских фиорина за оснивање Матице српске. Значајну суму је оставио и за оснивање српске гимназије у Сарајеву. Одређене мање суме је завештао друштву Београдске трговачке омладине, Српском лекарском друштву, као и многим српским православним црквама по Далмацији и Босни. Радничком Друштву у Спљету завештао је 11.000 форинти, да се од прихода сваке године може удомити по једна девојка чији је отац био члан овог друштва.
Помагао је устанике за време устанка у Херцеговини (1875-1878).
Након његове смрти писано је: „Ми смо изгубили једнога честитога Србина. Али смо стекли једног добротвора народнога...Имена су добротвора утјеха наша у овијем црнијем данима нашега народа, кад на њега наваљују толики страшни, јаки и опаки душмани његови, који му најпосле гуше и културни развитак, који прогоне и школу српску, књигу српку, слово српско...Овакве су задужбине одржале наш народ а тако и њихова имена у благодарности народној. Сјени покојног добротвора Вучковића криво бисмо учинили, кад бисмо му овдје хвале плели. Не бисмо га ни знали довољно нахвалити. Дјела говоре.”